# Ielénovka (Primórie)
|  | Per a altres significats, vegeu «Ielénovka». |

Ielénovka (en rus: Еленовка) és un poble del krai de Primórie, a l'Extrem Orient de Rússia, que en el cens del 2010 tenia 5 habitants.